# サツドラホールディングス
サツドラホールディングス株式会社（英: SATUDORA HOLDINGS CO.,LTD.）は、北海道札幌市に本社を置くドラッグストアチェーン「サツドラ」グループを統括する持株会社。傘下に株式会社サッポロドラッグストアーなどを置く。

## 概要
サツドラホールディングス株式会社は札幌市地域安全サポーターズ、札幌市LGBTフレンドリー指標制度、さっぽろエコメンバー登録制度、さっぽろ救急サポーター、「青少年を見守る店」制度などに登録しており、札幌市ワーク・ライフ・バランスplus認証企業でもある。
また、2017年にはサツドラホールディングス株式会社は札幌市と協定を結んでいる。
また、経済産業省によって2023年度に健康経営優良法人に、2024年度に健康経営優良法人（ホワイト500）にグループ会社の株式会社サッポロドラッグストアー、株式会社リージョナルマーケティング、株式会社シーラクンスとともに認定されている。

## 沿革
- 2016年（平成28年）8月16日：株式会社サッポロドラッグストアーが、単独株式移転によりサツドラホールディングス株式会社を設立[5][6]。同時に東京証券取引所第一部及び札幌証券取引所に上場[7]。
- 2017年（平成27年）8月22日：北海道と包括連携協定を締結[2]。
- 2019年（令和元年）12月20日：生活協同組合コープさっぽろと包括業務提携契約を締結[8]。
- 2020年（令和02年）9月28日：本社を札幌市北区太平3条1丁目から、同市東区北8条東4丁目に移転[9][10]。
- 2021年（令和03年）9月2日：学校法人札幌大学と包括連携協定を締結[11]。
- 2023年（令和05年）
  - 7月25日：ヤマト運輸とパートナーシップ協定を締結[12]。
  - 10月20日：東京証券取引所における市場区分をスタンダード市場へ変更[13]。
- 2025年（令和7年）2月1日：同日付で北海道農業共済組合と包括連携協定（獣医療における「遠隔診療の推進に向けた医薬品の取扱いに関すること」等）を結ぶ[14]。

## グループ会社
株式会社サッポロドラッグストアー
ドラッグストア「サツドラ」、調剤薬局の運営。サツドラHDの100%子会社。
Creare株式会社
プライベートブランド「Creare（クレアーレ）」の企画・販売。株式会社サッポロドラッグストアーの100%子会社。
台湾札幌薬粧有限公司
卸売業務。株式会社サッポロドラッグストアーの100%子会社。
台湾の薬局チェーン、佑全藥品と業務提携し、店舗の管理運営を委託している。
株式会社リージョナルマーケティング
地域における企業、店舗、団体のマーケティング事業を展開。メディア事業、ポイントカード事業（ポイントカード「EZOCA」）、決済サービス事業（電子マネー「EZOマネー」、WeChat Pay/WeChatの決済システムの運営）、設備の販売・リース事業。ブルーチップ株式会社との共同出資。株式保有比率はサツドラホールディングス68.2%（筆頭株主）、ブルーチップ17%、株式会社ネットスターズ14.8％。
株式会社エゾデン
北海道で電力販売事業を手掛ける。株式会社リージョナルマーケティングと株式会社コンサドーレの共同出資。株式保有比率はリージョナルマーケティング50%、コンサドーレ50%。販売事業者は株式会社Looop。
株式会社リージョナルマーケティング琉球
沖縄における企業・団体のマーケティング支援活動全般。株式保有比率は株式会リージョナルマーケティング 40.0％、琉球インタラクティブ60.0%
株式会社シーラクンス
教育事業、語学事業、コワーキングスペース事業。サツドラホールディングス株式会社100%。
RxR Innovation Initiative 株式会社
企業コミュニティ向けのインターネットを利用した各種提供サービス、イベント及びセミナーの企画、制作、運営等。株式会社サツドラHD75%、Falkon Team25%
GRIT WORKS株式会社
POSシステム開発事業。出資比率は株式会社サッポロドラッグストアーが66%、株式会社4U Applicationsが34%。
株式会社 S アセット
不動産のアセットマネジメント業。株式会社サッポロドラッグストアー 100.0％
北海道MD機構株式会社
包括業務提携を結ぶ生活協同組合コープさっぽろと、食料品や日用品等の共同仕入れを行う目的で設立。株式保有比率はサツドラホールディングス49%、生活協同組合コープさっぽろ49%、加藤産業2%。